# Goodview (Minnesota)
Goodview es una ciudad situada en el condado de Winona, Minnesota, Estados Unidos. Tiene una población estimada, a mediados de 2023, de 4087 habitantes.
Forma parte del área micropolitana de Winona.

## Geografía
La localidad está ubicada en las coordenadas 44°4′8″N 91°42′53″O / 44.06889, -91.71472. Según la Oficina del Censo, tiene una superficie total de 6.41 km², de los cuales 5.74 km² corresponden a tierra firme y 0.67 km² están cubiertos de agua.

## Demografía
Según el censo de 2020, en ese momento había 4158 personas residiendo en la localidad. La densidad de población era de 724.39 hab./km². El 87.90% de los habitantes eran blancos, el 1.68% eran afroamericanos, el 0.26% eran amerindios, el 2.89% eran asiáticos, el 1.95% eran de otras razas y el 5.32% eran de una mezcla de razas. Del total de la población, el 3.75% eran hispanos o latinos de cualquier raza.